# Thomas Röttgermann

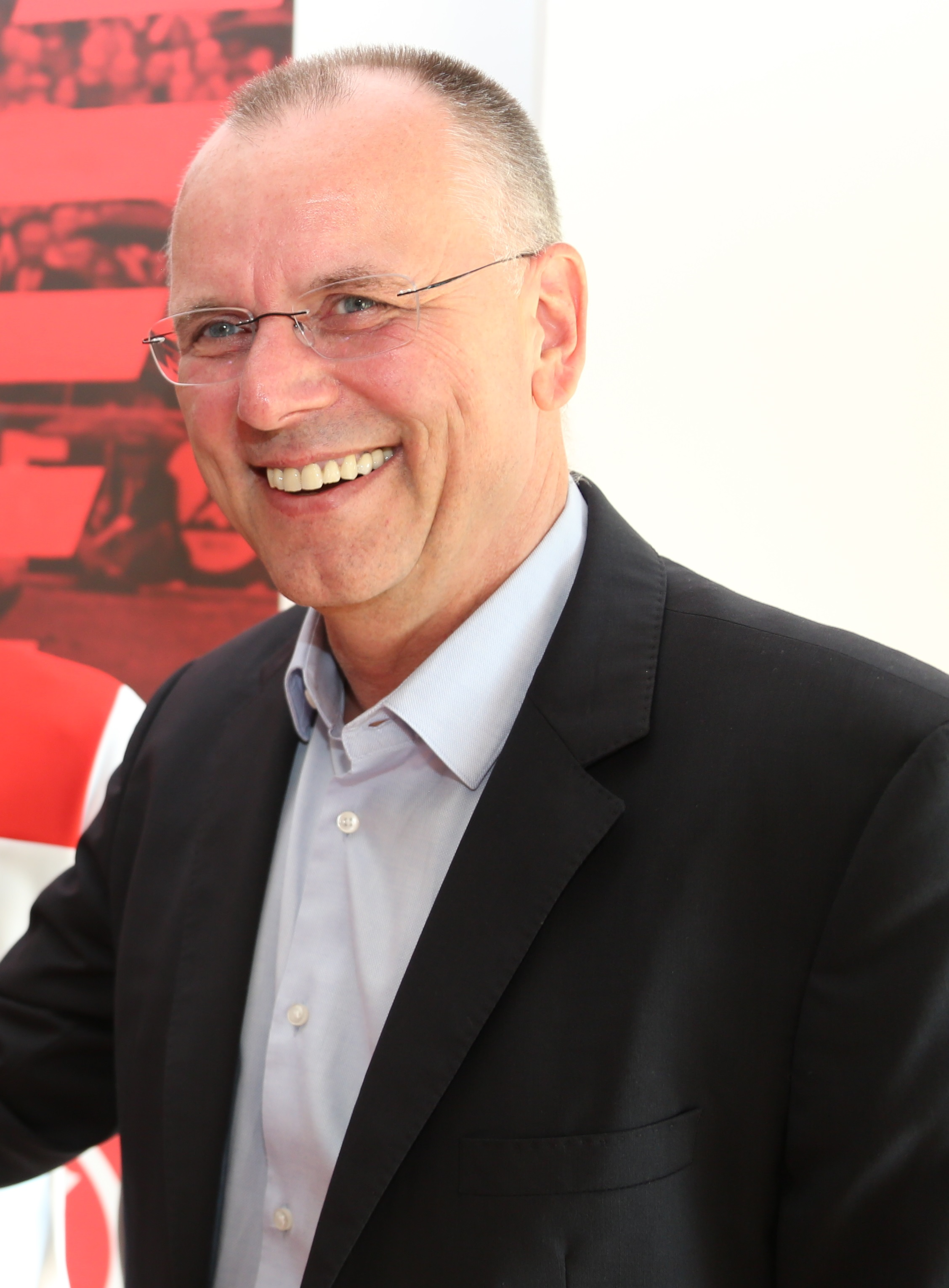
Thomas Röttgermann (2019)

Thomas Röttgermann (* 14. Oktober 1960 in Steinfurt) ist ein deutscher Fußballfunktionär.
Nach dem Studium der Publizistik, Politikwissenschaft und Soziologie an der Westfälischen Wilhelms-Universität in Münster war Röttgermann zwischen 1988 und 1993 Marketingmanager beim damaligen Fußball-Zweitligisten Preußen Münster. Anschließend war er bis Ende 1997 in gleicher Funktion beim Bundesligisten Borussia Mönchengladbach tätig, bevor er zum europaweit führenden Sportrechtehändler UFA Sports, später umbenannt in Sportfive, wechselte. Dort war Röttgermann zuletzt Geschäftsführer und Vorstandsmitglied der internationalen Sportfive-Gruppe. Ende Februar 2010 schied er bei Sportfive aus.
Zum 15. März 2010 übernahm Röttgermann die Geschäftsführung der VfL Wolfsburg-Fußball GmbH, bei der er bis zum 30. Juni 2017 für die Bereiche Unternehmensentwicklung, Infrastruktur und Organisation, BtoC, Sponsoring und Events, Servicebereitstellung und Frauenfußball zuständig war. Mit Wirkung vom 16. April 2019 wurde er Vorstandsvorsitzender von Fortuna Düsseldorf. Im Januar 2022 verkündete er, seinen auslaufenden Vertrag nicht zu verlängern. Daraufhin berief der Aufsichtsrat Alexander Jobst ab dem 15. Februar 2022 zum Vorstandsvorsitzenden, womit Röttgermann vorzeitig von seiner Position ausschied.
Aufsehen erregte ein Interview mit der FAZ, in dem er sich für eine Gehaltsobergrenze für Fußballspieler starkmachte.
Röttgermann ist verheiratet und hat zwei Kinder.